# Laterizio
Il laterizio (dal latino latericius, aggettivo derivato da later -ĕris = "mattone") è un prodotto in materiale ceramico a pasta porosa, utilizzato sin dalla preistoria, che costituisce un materiale da costruzione ampiamente utilizzato in edilizia.
Viene creato principalmente con argilla depurata, pressata in forme stabilite, asciugata e cotta in forni appositi. Sono laterizi il mattone pieno e forato, la pignatta, la tavella, la volterrana, il coppo, la tegola, nonché vari ornamenti architettonici ed elementi utilizzati in edilizia. Un particolare tipo è il clinker ottenuto con la cottura delle materie prime impiegate a temperature molto elevate.

## Storia

### Età antica
L'impiego costruttivo del laterizio nasce per soddisfare delle necessità costruttive in zone pianeggianti e vallive, prive di altri materiali da costruzione, come il legno o la pietra, ma ricche di argilla. Il processo di cottura dei mattoni può essere attribuito ai Sumeri, estendendosi poi all'intera Mesopotamia. Tale processo era complesso e costoso, facendo divenire il mattone un materiale prezioso e simbolico. Esempi di questa evoluzione sono le fortificazioni della porta di Ištar a Babilonia nel VII secolo a.C..
I primi leganti erano già nati nella zona mesopotamica durante la III dinastia Ur, intorno al XX secolo a.C., basati su impasti molto liquidi di argille, fino ad arrivare all'introduzione della calce in Campania attorno al 300 a.C..
Gli antichi greci e gli etruschi conoscevano il laterizio ma lo utilizzavano solo per le coperture e per rivestimento.

### Roma antica

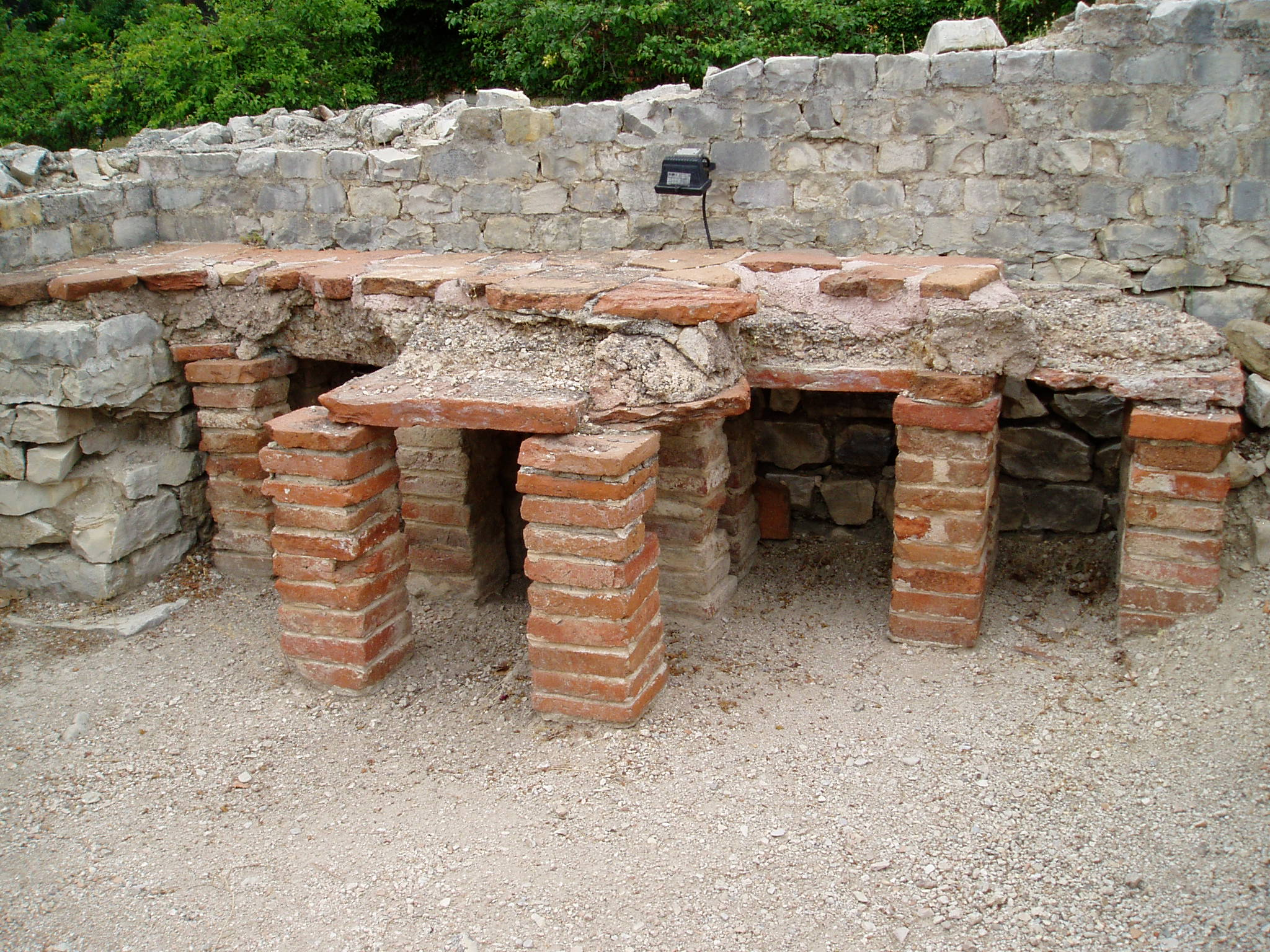
Ipocausto costruito in opera laterizia, Vaison-la-Romaine, Francia.

In Italia la conoscenza del laterizio arrivò tardi, in molte regioni arrivò solo intorno al I secolo a.C.; in alcune zone del sud Italia si sono ritrovati dei mattoni con dei timbri greci, coloro che importarono in Italia questa tecnologia. A Veio è stata ritrovata una fornace di fattura greca databile al 150 a.C., mentre a Pompei è stata scoperta la colonna a stella nella basilica, risalente al 120 a.C..
Prima di Augusto, il laterizio era scarsamente utilizzato a Roma, salvo nelle celle di alcuni sepolcri, quindi, in epoca imperiale, si diffusero a Roma le fabbriche di laterizi, dette figlinae, che per la prima volta li producevano in maniera industriale. Le figlinae divennero numerose soprattutto nell'età degli Antonini. L'opera laterizia per la realizzazione delle pareti non era formata da mattoni, ma, con una struttura a sacco, da cementizio circondato dai laterizi.
Nel periodo bizantino decade la pratica costruttiva del nucleo concretizio. Il nucleo non forma una massa omogenea, è tenuto assieme solamente dal rivestimento esterno, che funziona da cassero, senza il quale il nucleo si sgretolerebbe. I problemi di collegamento tra le cortine raggiungevano spessori di 5 filari, praticamente lo spessore della muratura con il nucleo.

### Dal XVI al XVIII secolo
In epoche più recenti, abbiamo diversi autori che spiegano varie tecniche per fare i mattoni, Leon Battista Alberti scriveva:
Vincenzo Scamozzi si opponeva alle tecniche tradizionali, a favore della struttura edilizia, riteneva che la resistenza delle murature in pietrame irregolare o a sacco fosse limitata, poiché dipende eccessivamente da fattori come la messa in opera e la qualità del legante. Nel suo L'idea di architettura Universale scriveva:
Nel Dell'Architettura libri dieci, pubblicato a Venezia nel 1590, G.A. Rusconi, testimonia una tendenza consolidata di costruire le case interamente in mattoni, tuttavia tende a difendere le regole dell'arte in cui si era trasmesso il linguaggio architettonico classico che rimaneva comunque indiscusso.
Nel periodo Barocco la muratura a sacco veniva sostituita da una struttura omogenea in mattoni. Questo perché le murature complesse di questo stile non permettevano una struttura a sacco.

### XIX secolo
Solo nel XIX secolo sono state catalogate tutte le regole dell'arte usate fino ad ora, le tecniche dell'arte raggiungono un affinamento senza precedenti; inoltre le nuove riforme sanitarie presentavano ambienti interni più ampi, si introducono anche i concetti preliminare di scambi termici. Venne presentata all'Expo 1851 da Roberts una casa modello per una famiglia da quattro persone, con camera d'aria esterna e l'adozione di mattoni forati.

## Tipologie ed utilizzo

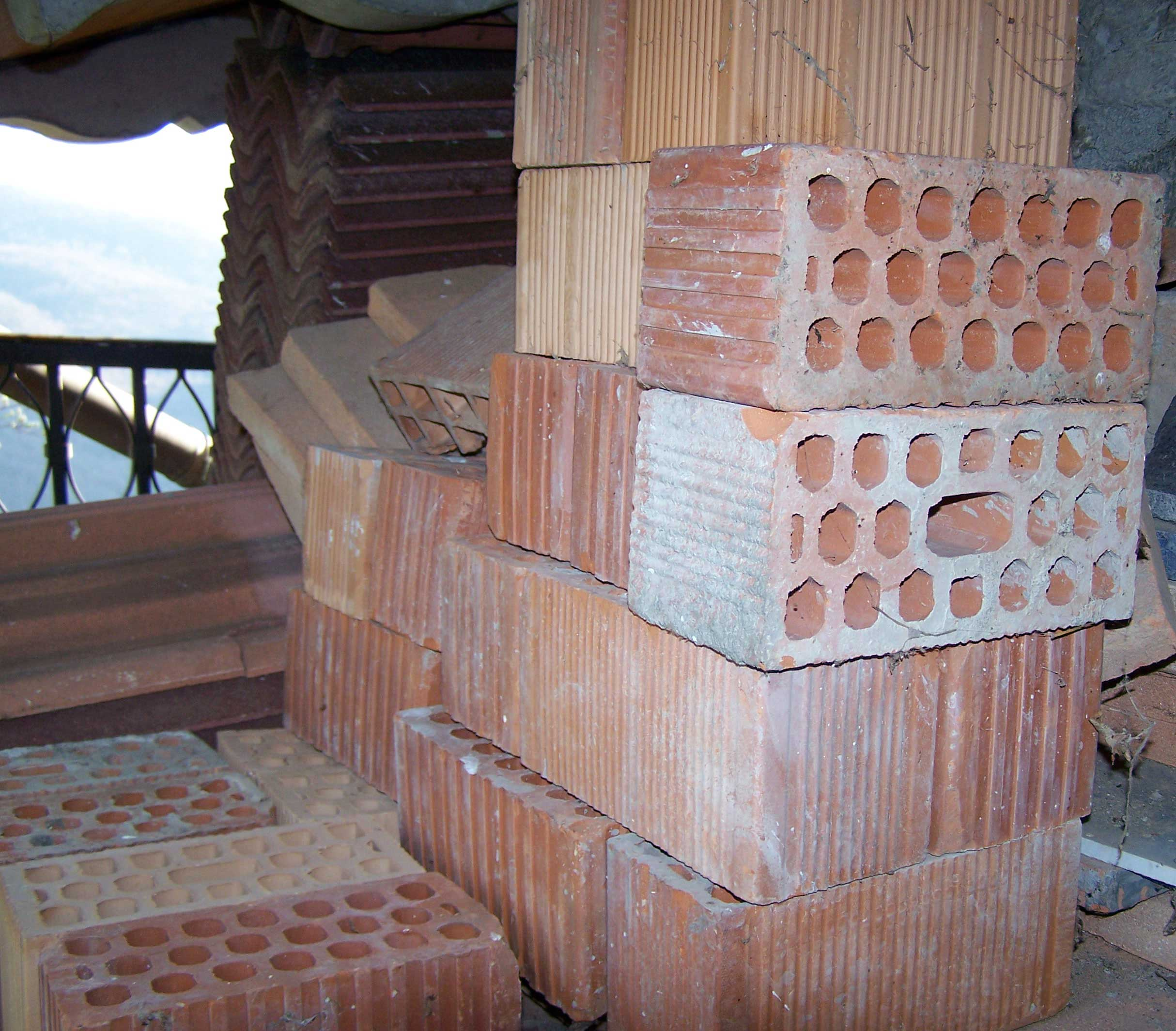
Laterizi forati

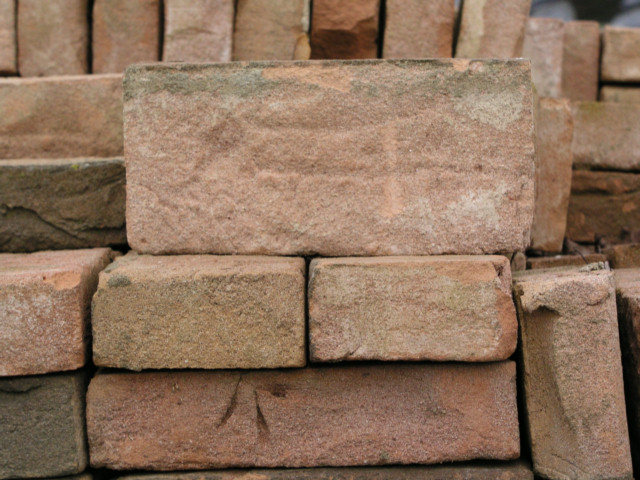
Mattone pieno

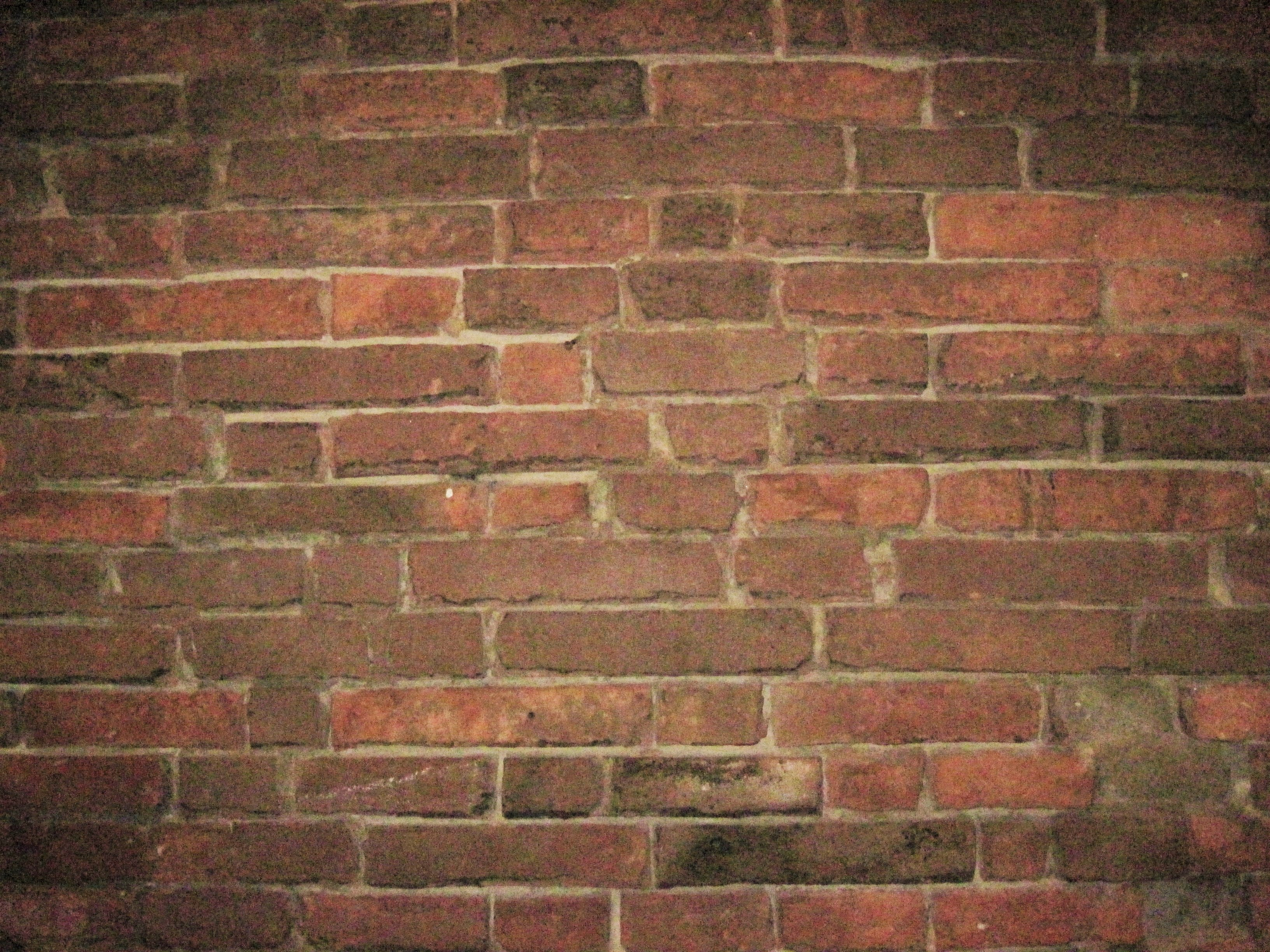
Muro in mattoni. Il mattone cotto è un laterizio tipico delle architetture medievali e rinascimentali di Ferrara.

I tipi di laterizi attualmente più utilizzati sono:
- mattone: utilizzato soprattutto per la finitura esterna delle pareti. Hanno vari aspetti, in forma e colori, e possono essere classificati in base al metodo di realizzazione (in "estrusi", "pasta molle" o "pressati") e all'eventuale trattamento di superficie. Al di là del mattone si utilizzano faccia vista anche altri tipi di elementi laterizi più moderni, spesso staccati dalla parete a formare una facciata ventilata.

- cotto: utilizzato per pavimentazione, soprattutto in piastrella mentre altre forme sono usate per scale, battiscopa o particolari arredi urbani.

- pignatte sono elementi in laterizio usate per la realizzazione di  solai nonché strutture orizzontali, il loro scopo è quello di alleggerimento dei moderni solai in calcestruzzo, da gettare in opera oppure che utilizzino travetti prefabbricati. Nei solai tradizionali con travi in legno non erano previsti elementi del genere e si utilizzava invece una tavolatura di piane laterizie per sostenere il massetto; regionalmente queste venivano chiamate anche "campigiane" o "mezzane" (particolarmente in Toscana, a causa dello spessore che è circa la metà di quello di un mattone)

- Tavelle: sono laterizi piani forati e di forma parallelepipeda, con basso spessore e con pareti e setti sottili (tra 6 e 8 cm) che le rendono leggere, maneggevoli e piuttosto resistenti a flessione. Sono elementi versatili e variamente utilizzati. Possono esser fforatie con lunghezza molto grande rispetto allo spessore, oppure forati piani a forma di parallelepipedo, ottenuti per estrusione, essiccamento e cottura di materiali argillosi (con o senza utilizzo di aggiunte quali sabbia, ossidi di ferro, ecc.). Il prodotto finito è costituito da pareti, che delimitano la superficie esterna, e setti, ubicati all'interno dell'elemento e delimitanti i fori. Tali tipologie hanno una larghezza di 25 cm mentre lo spessore e la lunghezza varia come di seguito riportato:
- tavelloni: altezza ≥ 5 cm e lunghezza ≥ 50 cm;
- tavelle: altezza compresa tra 3,5 e 5 cm e lunghezza ≥ 35 cm;
- tavelline: altezza ≤ 3,5 cm e lunghezza ≥ 25 cm.

- tegole: permettono una copertura discontinua delle falde di un tetto.

In Italia, la normativa tecnica di riferimento è la UNI 11128/2004.
Riguardo l'utilizzo, vengono adoperati per:
- Camini e canne fumarie: componenti dell'impianto termico,  le canne fumarie in laterizio sono un materiale che offre una buona resistenza al calore, impermeabili ai gas ed alla condensa.

- Coperture: La soluzione più tradizionale prevede la semplice sovrapposizione delle tegole in modo da impedire che la pioggia filtri nelle coperture spioventi. Gli elementi ricurvi utilizzati a questo scopo si chiamano coppi mentre quelli piani embrici, per una falda possono essere utilizzati solo coppi o solo embrici, ma il metodo più efficace prevede la collaborazione tra i due pezzi usati a file. Una seconda categoria più moderna utilizza un unico tipo di tegola per tutta la falda, che scherma la copertura tramite incastri su tutti e quattro i lati; appartengono a questa categoria le tegole marsigliesi, portoghesi, e olandesi. Infine sono in laterizio come il resto della copertura gli elementi speciali che coprono il colmo dei tetti e collegano le falde.

- Murature: elementi che vengono usati per la realizzazione di murature portanti, e possono essere: 
  - mattoni pieni: hanno una percentuale di foratura minore del 15%, sono solitamente usati per le ristrutturazioni degli edifici classici o delle pareti portanti.
  - mattoni semipieni: è un mattone che ha la resistenza media rispetto al mattone forato e al mattone pieno. Viene prodotto per estrusione. La percentuale di foratura varia tra il 15% e 45%. La sua dimensione standard è di 12×12×25 cm (come due tradizionali mattoni pieni sovrapposti).

- Divisori: poiché a partire dal XX secolo le murature portanti sono state velocemente sostituite da plinti e colonne in cemento armato, i laterizi hanno trovato allora una nuova ragione d'essere nelle pareti di tamponamento, rigorosamente realizzate con mattoni forati, per garantire leggerezza e isolamento sia termico che acustico. Piuttosto che i tradizionali mattoni, si preferisce utilizzare elementi di dimensioni decisamente maggiori, chiamati blocchi, adatti ad essere posati in unico strato, o in alternativa in doppio strato con eventualmente l'interposizione di materiale isolante. Si tratta di elementi con una percentuale di foratura (vuoto) che va dal 45% fino al 75%; possono avere due delle pareti esterne sagomate al fine di incastrare un pezzo con l'elemento adiacente e due pareti al fine di ridurre lo strato di malta a valori inferiori al millimetro, ottenendo in tal modo grandi livelli di isolamento ed elevati carichi di resistenza della muratura alla compressione. L'uso strutturale di questi blocchi è possibile quando hanno una bassa percentuale di foratura (fino al 55%) e solamente in zone non a rischio sismico.

- Solai: in edilizia vengono utilizzati per diverse applicazioni, ad esempio:
- come elementi di alleggerimento, nella realizzazione di:
  - solai in laterocemento ad intercapedine (solai con travi tipo "Varese")
  - solai in acciaio (con putrelle a doppio T) e laterizio
  - solai in legno e laterizio;
- come rivestimento delle strutture in calcestruzzo armato (travi e pilastri esterni) per il controllo dei ponti termici
- per la realizzazione di architravi in corrispondenza di aperture su pareti non portanti come i tramezzi
- per la realizzazione di tramezzi.

## Realizzazione

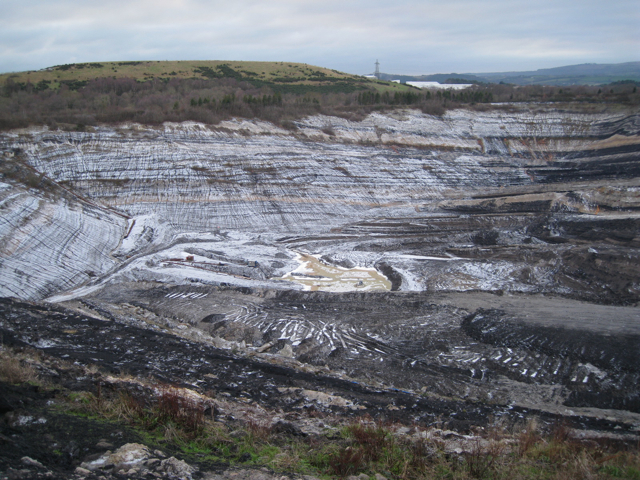
Cava di argilla nel Devon, in Inghilterra.

### Preparazione dell'impasto di argilla
Il materiale base per la produzione dei laterizi è l'argilla, formata prevalentemente da minerali come la caolinite, l'halloysite, la montmorillonite o l’illite, quindi da ossido di ferro e carbonato di calcio. L'argilla viene estratta in cave a cielo aperto e preparata prima della formatura.
Deve essere depurata dagli elementi quali rocce e radici e lasciata stagionare all'aperto per favorirne la disgregazione. Storicamente l'estrazione veniva fatta in autunno e in inverno perché durante la stagionatura gli agenti atmosferici favorissero la disgregazione spontanea dell'argilla, le tecniche di estrazione moderne però permettono che la stagionatura sia effettuata qualsiasi periodo dell'anno. In seguito viene macinata e miscelata per ottenere l'omogeneità ideale; per ottenere una buona plasticità dell'impasto possono esservi aggiunti smagranti quali sabbia o frammenti sminuzzati di laterizi scartati per difetto di cottura.

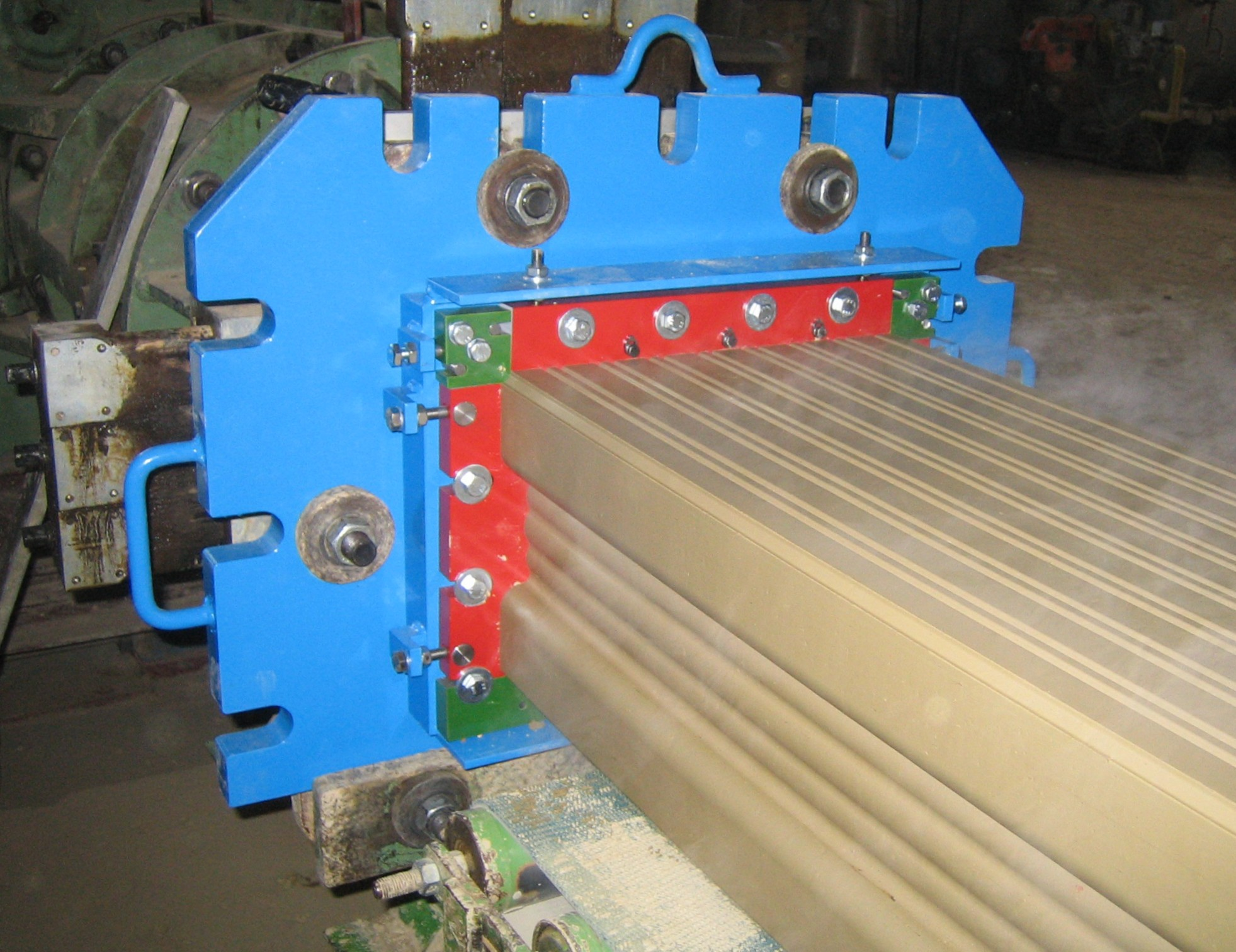
Filiera per la produzione di blocchi in laterizio

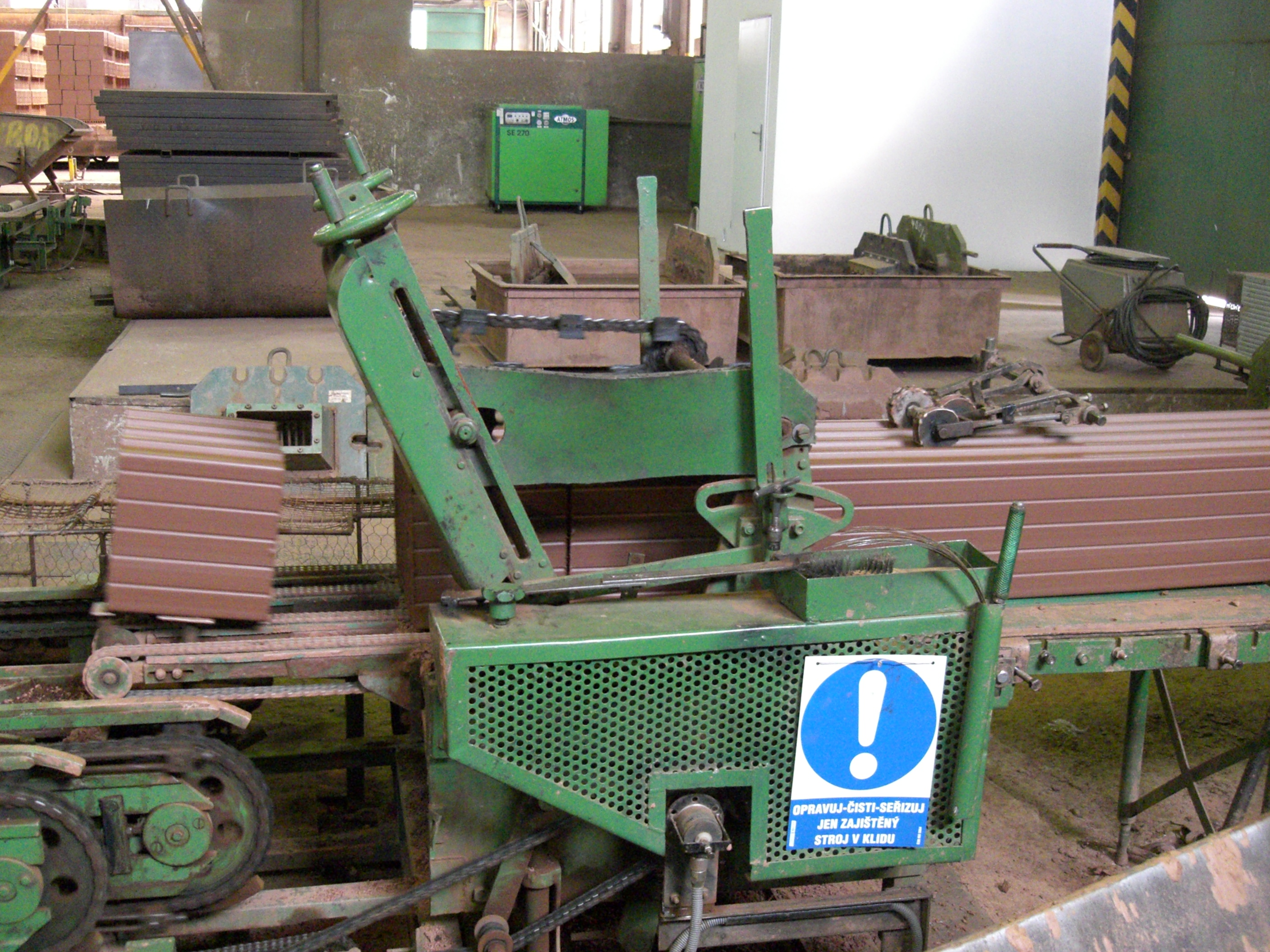
Produzione in filiera di blocchi in laterizio, Kryry, Repubblica Ceca.

### Formatura
La formatura è l'operazione tramite la quale viene data all'impasto di argilla e acqua la forma che deve avere il laterizio finito. Il metodo più elementare, il colaggio a mano in forme appositamente preparate, non è più utilizzato se non per piccole partite in casi straordinari. In questo caso si aggiunge carbonato di sodio che funge da fluidificante.
Altrimenti l'impasto viene foggiato mediante trafilatura: la pasta viene pressata da propulsori elicoidali contro un orifizio dal quale esce sotto forma di nastro continuo, e dei fili di acciaio montati su un telaio vengono calati sul nastro per tagliarlo in pezzi della lunghezza desiderata. La formatura automatica dei laterizi è stata introdotta solo a metà del Novecento, ma è adesso universalmente utilizzata.

### Essiccamento
Dopo la formatura, i laterizi non ancora cotti devono essere privati per essiccazione di parte dell'acqua che li compone, altrimenti, durante la cottura, la sua rapida evaporazione produrrebbe deformazioni e screpolature nel laterizio. Per evitare questi inconvenienti l'essiccazione deve essere graduale e non troppo rapida. Il prodotto formato si ritira e perde dimensione insieme all'acqua dell'impasto, si indurisce e diventa quindi maneggevole.
L'essiccamento avveniva un tempo all'aria, dunque a temperatura ambiente, e poteva essere effettuato solo nelle stagioni più calde e poco piovose i laterizi da cuocere venivano impilati in pile separate tra loro ed esposte all'aria aperta, ma coperti da tettoie per essere riparati dall'azione diretta del sole, della pioggia e del vento.
Oggi la produzione è industrializzata, e di conseguenza è continua nell'arco dell'anno. Sono usati essiccatoi a camera oppure a tunnel, di tipo semicontinuo o continuo nei quali è il materiale a muoversi lungo la galleria in tutta la fase di essiccamento. Nei locali adibiti ad essiccatoio viene introdotta aria o gas gradualmente più caldi e secchi finché il processo non è terminato. In genere vengono riutilizzati l'aria e i gas caldi che escono dalla fornace, accostata all'essiccatoio.
Il processo di essiccazione richiede un controllo attento in funzione del materiale da trattare e dell'argilla impiegata, così da non creare tensioni interne nel materiale stesso che comporterebbero rotture sia nella stessa fase di essiccamento, sia nella fase successiva di cottura.

### Cottura

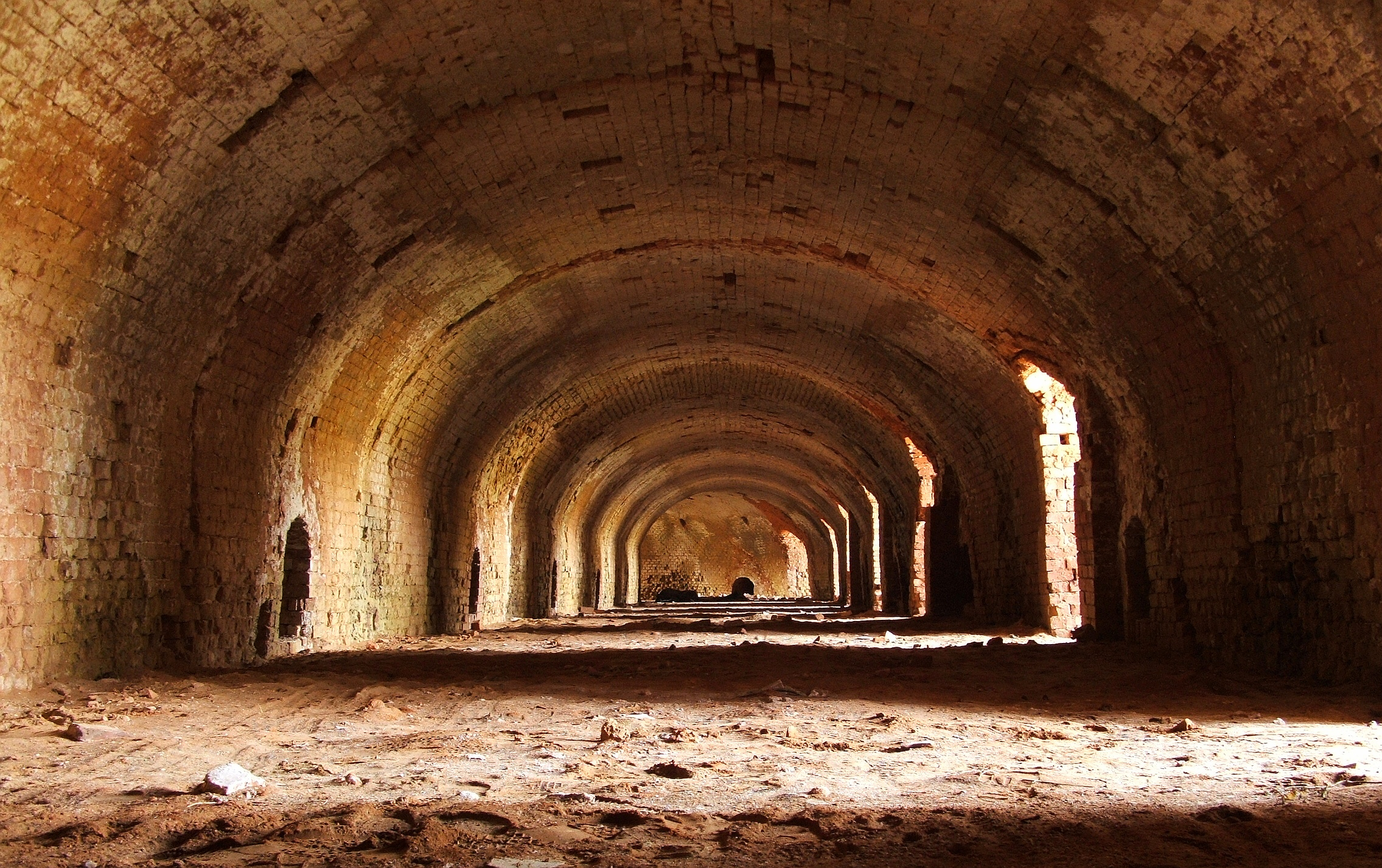
Interno di un forno Hoffmann in una fabbrica di laterizi chiusa a Szentes, Ungheria.

Per diventare tali i laterizi devono attraversare il processo di cottura. Essa cambia l'argilla in pezzi di materiale anidro e non più plastico ed è l'unico processo non reversibile nella produzione dei laterizi. Nei forni la temperatura viene alzata gradualmente fino a una temperatura compresa tra gli 800 ° e i 1200 °C.
Le tecnologie per la cottura dei laterizi si sono notevolmente evolute nel corso del XX secolo, possono essere cotti in forni a camera, il tipo più elementare, forni Hoffmann, sempre meno utilizzati, e forni continui a tunnel. Se nei forni Hoffmann il materiale da cuocere resta fermo all'interno di una doppia galleria e vengono invece spostati i bruciatori che lo alimentano, secondo un ciclo che durava circa sei giorni, nei forni più moderni i laterizi sono trasportati su carrelli in acciaio che li muovono molto lentamente all'interno di una galleria continuamente riscaldata; in questo tipo di forni è possibile rimuovere i laterizi in maniera completamente automatizzata. Il periodo di transito dei carrelli nel forno, uno dopo l'altro in fila continua, varia dalle 18 ore per il materiale leggero sino a 48 ore per il materiale pesante.
Gli scambi termici tra i gas all'interno del forno e il materiale stesso avvengono come in controcorrente.
La fase completa di cottura provoca la perdita di plasticità e lo sviluppo delle resistenze meccaniche. Fino ai 250 °C si perde l'acqua d'impasto, mentre, tra i 400 °C e i 600 °C si perde l'acqua di cristallizzazione. Tra gli 800 °C e in 900 °C il carbonato di calcio si decompone in ossido di calcio e anidride carbonica, mentre l'argilla si decompone in silice, allumina e acqua. La silice si combina così con l'allumina per formare la mullite (3Al2O32SiO2), essa lega le parti ancora solide del materiale. Aumentando la temperatura fino a 1000÷1100 °C si ha invece un ritiro di cottura, una riduzione della porosità e il conseguente sviluppo delle resistenze meccaniche.
Alla fine del processo di cottura i laterizi devono essere raffreddati lentamente. Nei forni moderni nella zona successiva a quella di cottura si immette aria a temperatura ambiente (raffreddamento rapido); la temperatura viene abbassata fino a 650 °C circa. A 573 °C la silice libera subisce un passaggio di stato detto "inversione del quarzo" con diminuzione di volume, se questa soglia venisse superata rapidamente si avrebbero delle rotture nel materiale. Per questo motivo è opportuno che nell'arco da 650 °C a 500 °C la diminuzione di temperatura avvenga lentamente.

## Classificazione per cottura
A seconda dell'aspetto e delle caratteristiche assunte dopo la cottura, i laterizi si suddividono in:
- albasi: di colore chiaro, insufficientemente cotti, di scarsa resistenza meccanica e chimica;
- mezzani: laterizi ben cotti che raggiungono un carico di rottura alla compressione di 150 kg/cm2 asciutti e di 135 kg/cm2;
- forti: ben cotti che raggiungono un carico di rottura alla compressione di 180 kg/cm2 asciutti e di 160 kg/cm2;
- ferrioli: laterizi di colore scuro, troppo cotti, che presentano un inizio di scorificazione; hanno buone caratteristiche meccaniche, ma non sono porosi e sono spesso più o meno deformati. La carenza di porosità fa sì che essi abbiano maggiori resistenze meccaniche, ma che aderiscano difficilmente alla malta cementizia una volta che sono messi in opera. Arrivati ad altissime temperature, stanno per "rifondersi", e possono assumere anche il colore verde.

Bisogna fare molta attenzione a giudicare i laterizi solo dal colore, infatti a seconda del tipo di argilla il colore può variare. Ad esempio, l'argilla tipica del forlivese, zona dove storicamente si è costruito molto in mattoni, dà luogo ad un caratteristico colore più chiaro, rosso forlivese o rosa forlivese. Ancora oggi, osservando i monumenti cittadini, si può facilmente capire quali siano costruiti con mattoni locali e quali con mattoni di importazione.
In alcuni casi i laterizi chiaro sono stati cotti sopra i 980 °C, invece mattoni cotti a circa 800 °C appaiono rossi.
Per capire se i laterizi sono ben cotti o meno, basta controllare l'assorbimento dell'acqua.